# Бунти в Лос-Анджелесі (1992)

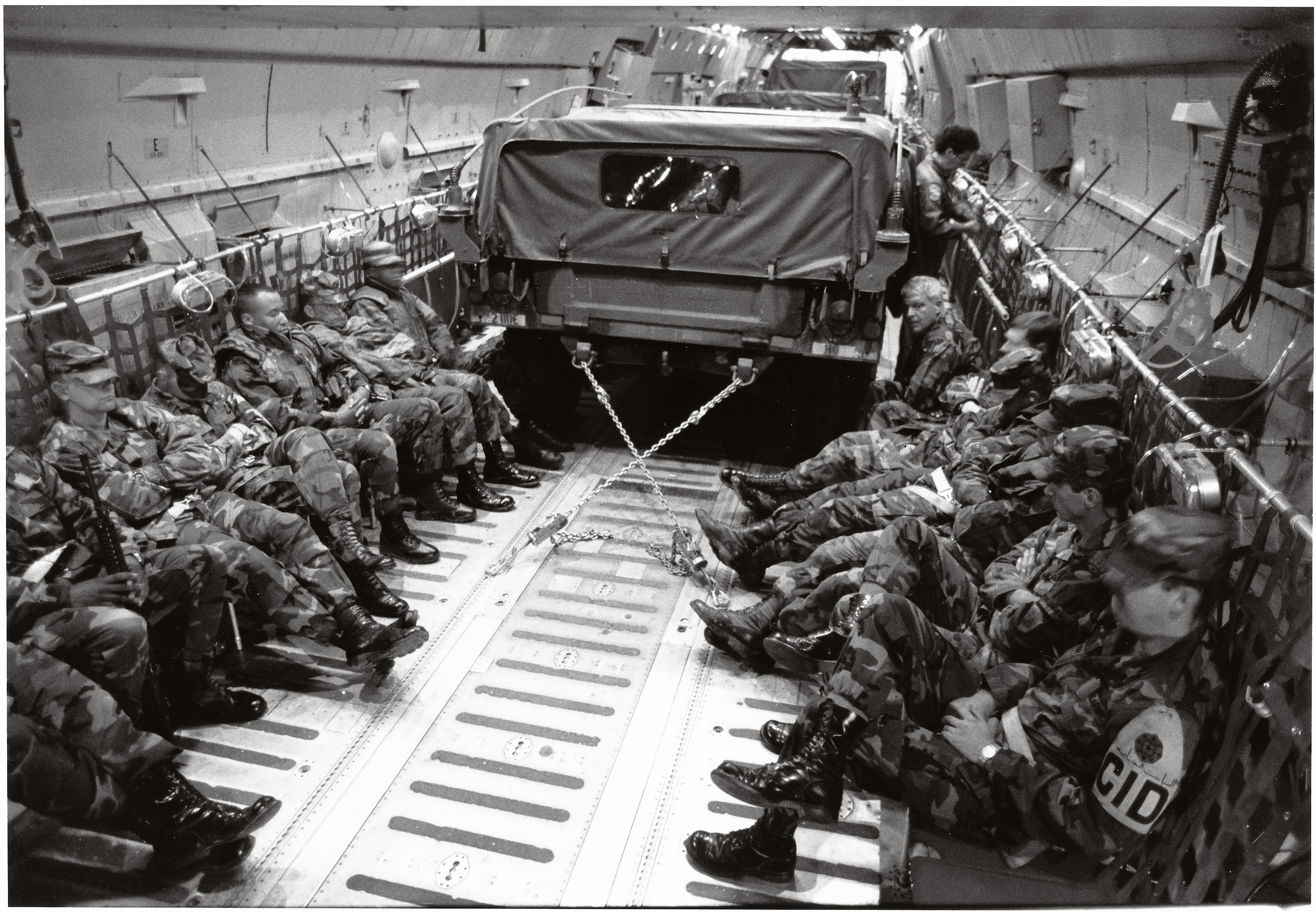
Військовослужбовці армії США, відправлені за розпорядженням президента Дж. Буша-старшого в Лос-Анджелес для відновлення порядку. 1 травня 1992 року.

Бунти в Лос-Анджелесі  — масові заворушення, що відбувалися в Лос-Анджелесі з 29 квітня по 4 травня 1992 року, що призвели до загибелі 53 осіб і заподіяння шкоди на суму в 1 мільярд доларів.
Заворушення почалися 29 квітня — в день, коли суд присяжних виніс виправдувальний вирок чотирьом білим поліцейським, які побили чорношкірого Родні Кінга за те, що той чинив шалений опір при арешті за перевищення швидкості 3 березня 1991 року. Після винесення вироку тисячі темношкірих американців, в основному чоловіків, вийшли на вулиці Лос-Анджелеса і влаштували демонстрації, які переросли незабаром в безлади і погроми, в яких брали участь кримінальні елементи. Злочини, скоєні протягом шести днів масових заворушень, носили расове підґрунтя.
Мером міста Томом Бредлі була створена спеціальна Комісія Крістофера для розслідування дій і оперативної діяльності представників Поліцейського управління Лос-Анджелеса під час затримання Родні Кінга.
Рішення суду і масові заворушення в місті отримали широкий резонанс в суспільстві і привели до повторного суду над поліцейськими, на якому основним підсудним був винесений обвинувальний вирок.
Наймасовішими заворушеннями в США до подій 1992 року були «Повстання у Воттсі» і «Бунт у Детройті» 1967 року.

## Причини масових заворушень
Як причини масових заворушень можуть називатися кілька обставин і фактів періоду початку 1990-х років. Серед них:
- надзвичайно високий відсоток безробіття в Південному Лос-Анджелесі, викликаного економічною кризою;
- тверде переконання громадськості в тому, що при затриманнях поліція Лос-Анджелеса вибирає людей за расовою ознакою і застосовує надмірну силу;
- побиття темношкірого Родні Кінга білими поліцейськими;
- особливе роздратування чорношкірого населення Лос-Анджелеса з приводу вироку, винесеного американці корейського походження, що застрелила 16 березня 1991 року у власному магазині 15-річну чорношкіру дівчину Латаш Харлінс (Latasha Harlins). Незважаючи на те, що присяжні визнали Сун Я Ду (Soon Ja Du) винною в умисному вбивстві, суддя виніс м'який вирок — 5 років випробувального терміну.

## Затримання Родні Кінга
3 березня 1991 року поліцейський патруль після 8-мильної погоні зупинив автомобіль Родні Кінга, в якому, крім Кінга, перебували ще двоє чорношкірих — Байрант Аллен (Byrant Allen) і Фредді Хелмс (Freddie Helms). Першими п'ятьма поліцейськими, які опинилися на місці затримання, були Стейсі Кун (Stacey Koon), Лоуренс Пауелл (Laurence Powell), Тімоті Вінд (Timothy Wind), Теодор Бріс (Theodore Briseno) і Роландо Солано (Rolando Solano). Патрульний Тім Сінгер (Tim Singer) наказав Кінгу і двом його пасажирам вийти з автомобіля і лягти на землю обличчям вниз. Пасажири підкорилися наказу і були заарештовані, а Кінг, як і раніше, залишався в машині. Коли ж він нарешті вийшов з салону, то став вести себе досить ексцентрично: сміявся, тупав ногами по землі і показував рукою на поліцейський вертоліт, що кружляв над місцем затримання . Потім він став заводити свою руку за пояс, що дало підстави патрульному поліцейському Мелані Сінгер вважати, що Кінг збирається дістати пістолет . Тоді Мелані Сінгер дістала свій пістолет і направила його на Кінга, наказуючи йому лягти на землю. Кінг підкорився. Сінгер підійшла до Кінга, не відводячи від нього пістолета, готуючись надіти на нього наручники. У цей момент сержант поліцейського департаменту Лос-Анджелеса Стейсі Кун наказав Мелані Сінгер зачохлити зброю, тому що, згідно з інструкцією, поліцейські не повинні наближатися до затриманого з вийнятим з кобури пістолетом . Сержант Кун вирішив, що дії Мелані Сінгер представляють загрозу безпеці Кінга, самого Куна, а також інших поліцейських. Потім Кун наказав іншим чотирьом поліцейським — Пауеллу, Уїнду, Брісу і Солано — одягти на Кінга наручники. Як тільки поліцейські спробували це зробити, Кінг почав активно чинити опір — схопився на ноги, скинувши зі своєї спини Пауелла і Бріс. Далі Кінг вдарив Бріс в груди. Бачачи це, Кун наказав всім поліцейським відійти назад. Пізніше офіцери підтвердили, що Кінг вів себе так, ніби знаходився під впливом фенциклидину — синтетичного наркотичного препарату, розробленого як знеболюючий засіб для ветеринарії ; втім, результати токсикологічної експертизи показали, що в крові Кінга фенциклидину не було (зате були виявлені алкоголь і сліди марихуани). Потім сержант Кун застосував до Кінга електрошокер. Кінг застогнав і тут же впав на землю, але потім знову встав на ноги. Тоді Кун використав електрошокер ще раз, і Кінг знову впав  , а потім знову почав підніматися, зробивши випад в сторону Пауелла, який вдарив його поліцейською палицею, поваливши Кінга на землю. У цей час те, що відбувається, почав записувати на відеокамеру громадянин Аргентини Джордж Холлідей, який проживав неподалік від перехрестя, біля якого відбувалося побиття Кінга (запис починається з моменту, коли Кінг робить випад в сторону Пауелла). Пізніше Холлідей надав відеозапис в розпорядження ЗМІ.
Пауелл і троє інших поліцейських по черзі били Кінга кийками протягом півтора хвилини.
Кінг на той період часу перебував під умовним звільненням за звинуваченням у пограбуванні, і за ним уже значилися звинувачення в нападі, нанесенні побоїв і пограбуванні. Пізніше в суді він пояснював своє небажання підкоритися вимогам патрульних боязню повернення до в'язниці.
Всього поліцейські завдали Кінгу 56 ударів кийками. Він був госпіталізований з переломом лицьової кістки, зламаною ногою, численними гематомами і рваними ранами  .

## Суд над поліцейськими
Окружний прокурор Лос-Анджелеса звинуватив чотирьох поліцейських в застосуванні надмірного насильства. Перший суддя у справі був замінений, а другий суддя змінив місце розгляду справи і склад присяжних засідателів, процитувавши заяви ЗМІ про те, що журі присяжних потребує відводу. Новим місцем розгляду було обрано місто Сімі-Веллі в сусідньому окрузі Вентура. Суд складався з жителів цього округу. Расовий склад журі присяжних був таким: 10 білих, 1 латиноамериканець і 1 азіатка. Прокурором виступав Террі Вайт (Terry White), афроамериканець.
29 квітня 1992 року журі присяжних виправдало трьох поліцейських — усіх, крім Пауелла .

 Мер Лос-Анджелеса Том Бредлі заявив: 
 «Вердикт присяжних не сховає від нас того, що ми бачили на тій відеоплівці. Люди, які били Родні Кінга, недостойні носити форму Поліцейського управління Лос-Анджелеса».  

## Масові заворушення

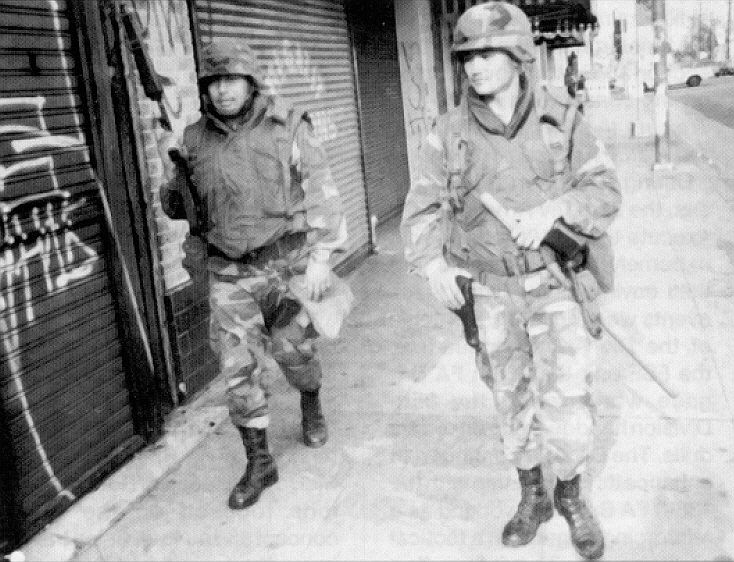
Патруль Національної гвардії після заворушень в Лос-Анджелесі в 1992 році

Демонстрації з приводу виправдання поліцейських судом присяжних швидко переросли в бунт. Почалися систематичні підпали будівель — згоріло понад 5500 будівель. Було розгромлено кілька урядових будівель, нападу зазнало відділення газети Los Angeles Times. Були скасовані вильоти літаків з Лос-Анджелеського аеропорту, так як місто було оповите густим димом.
Першими почали заворушення афроамериканці. Потім безпорядки перекинулися на латинські квартали Лос-Анджелеса в південному і центральному районі міста. У східній частині міста були сконцентровані великі сили поліції, і тому до неї повстання не дійшло. 400 осіб спробували взяти штурмом штаб-квартиру поліції. Заворушення в Лос-Анджелесі тривали ще 2 дні.
На наступний день заворушення почалися і в Сан-Франциско. Як заявив газеті «Сан-Франциско Екземайнер» Віллі Браун, відомий представник Демократичної партії в законодавчій асамблеї штату Каліфорнія: «Вперше в американській історії більшість демонстрацій, а також велика частина насильства і злочинів, особливо грабунків, носили багаторасовий характер, в них були залучені всі — чорношкірі, білі, вихідці з Азії та Латинської Америки».
55 осіб було вбито, 2000 поранені, 12 тисяч зарештовані .
Загальний збиток від масових заворушень оцінюється сумою понад 1 млрд доларів, але значних втрат було завдано і престижу США. Економіка США тоді подавалася як найефективніша, котра здобула перемогу в холодній війні. Продемонстрована заворушеннями напруженість внутрішньої обстановки і соціально-економічна криза значно затьмарили картину зовнішнього американського благополуччя. Як писала газета The New York Times, тиждень насильства і підпалів, в яких були залучені чорношкірі, латиноамериканці і білі, продемонстрував зростаюче почуття відчаю .

## Повторний суд над поліцейськими
Після завершення заворушень проти поліцейських, які побили Родні Кінга, федеральними владами США були висунуті звинувачення в порушенні громадянських прав. Після закінчення процесу, що тривав 7 днів, о 7 ранку суботи 17 квітня 1993 року було винесено вирок, згідно з яким офіцери поліції Лоренс Пауел (Lawrence Powell) і Стейсі Кун (Stacey Koon) були визнані винними. Всі четверо поліцейських, які брали участь у побитті Родні Кінга, були звільнені з лав поліції Лос-Анджелеса.

## Наслідки для Родні Кінга
Після закінчення всіх судових тяжб Родні Кінга була виплачена грошова компенсація в розмірі 3 800 000 доларів. США від департаменту поліції Лос-Анджелеса.
У наступні роки він також мав проблеми з правосуддям і неодноразово притягувався до відповідальності правоохоронними органами з різними звинуваченнями .

## Згадки в масовій культурі
- У гостросюжетному детективному фільмі «Проклятий сезон» 2002 року з участю Курта Рассела дії розгортаються на тлі напруженості в період перед винесенням вердикту, а кульмінація тісно пов'язана з вищеописаними подіями. У фільмі є сцени погромів і вбивств під час заворушень.
- У фільмі «Три королі» є сцена, в якій показується відеозапис побиття Родні Кінга.
- У соціальній драмі «Лос-Анджелес в вогні» («Kings») 2017 р показані всі вищеописані події.
- В кінці гри Grand Theft Auto: San Andreas, дія якої відбувається в 1992 році, в місті Лос-Сантосі (прототипом якого є Лос-Анджелес), присутній аналогічна ситуація. У сюжетної місії «Riot», яка є однією з останніх, офіцерам LSPD Френку Тенпенні і Едді Пуласкі (на момент місії покійному), обвинуваченим в корупції, здирстві, наркоторгівлі, кришуванні і вбивства служителів закону, виносять виправдувальний вирок, після чого в місті починаються масові заворушення.
- У художньому фільмі «Пустоголові» рок-музикант Чез Дарвін (Брендан Фрейзер) вигукує ім'я Родні Кінга і тим самим заводить натовп.
- У фільмі «Американська історія Ікс» в сцені обіду, куди запрошений єврейський учитель, головний герой, Дерек Віньярд, коментує інцидент, що стався з Родні Кінгом, даючи останньому саму невтішну характеристику.
- Фільм «Письменники свободи», дія якого відбувається в 1994 році, починається з документального відео вищеописаних подій, а саме бунту темношкірих.
- Пісня групи The Offspring «LAPD» з альбому Ignition присвячена поліцейської жорстокості в Лос-Анджелесі.
- Події надихнули гурт Rage Against the Machine на створення пісні Killing in the Name[en], в якій куплети складаються з багаторазово повторюваної фрази «Some of those that work forces are the same that burn crosses» («Багато з тих, хто працює в правоохоронних органах, це ті самі, хто палить хрести»).
- Сцена побиття Родні Кінга представлена на початку фільму «Малкольм Ікс».
- Сцена побиття Родні Кінга представлена у фільмі «Голос вулиць». Також у фільмі інсценуються події і заворушення, що послідували за винесенням виправдувального вироку 4 поліцейським били Родні Кінга.
- В оповіданні Олега Дівова «Закон брухту для замкненого кола» сюжет обертається навколо Дня Родні Кінга — річниці розправи над Кінгом
- У пісні американського репера Тупака Шакура (2PAC) «Somethin '2 die 4» з альбому «Strictly 4 my niggaz» згадується ЛАТАШ Харлінс (Latasha Harlins).
- У серіалі «Район Мелроуз» 1 сезон 10 серія, одного з персонажів Біллі пограбували в «джунглях» і розбили його таксі, але коли він розповідав про це друзям, одна з них Ронда темношкіра викладачка фітнесу і танців посварилась з Біллі через упереджене ставлення до таких як вона.

## Подальше читання
- Cannon, L. Official Negligence   : How Rodney King and the Riots Changed Los Angeles and the LAPD.   — New York: Basic Books , 2002.   — ISBN 0-8133-3725-9.

### Фотографії
- Aftermath of the rodney king riots (англ.). www.fragmentsweb.org. Архів оригіналу за 1 травня 2019. Процитовано 16 листопада 2017.
- 1992 Los Angeles Riots Photos (англ.). www.streetgangs.com. Процитовано 16 листопада 2017.

### Відео
- Day 1 [Архівовано 9 травня 2007 у Wayback Machine.] — Los Angeles Times/KTLA[недоступне посилання]
- Day 2 (Part 1) [Архівовано 4 листопада 2003 у Wayback Machine.] — Los Angeles Times/KTLA[недоступне посилання]
- Day 2 (Part 2) — Los Angeles Times/KTLA[недоступне посилання]
- Day 3 [Архівовано 4 листопада 2003 у Wayback Machine.] — Los Angeles Times/KTLA[недоступне посилання]